# Szent Jakab-kagyló

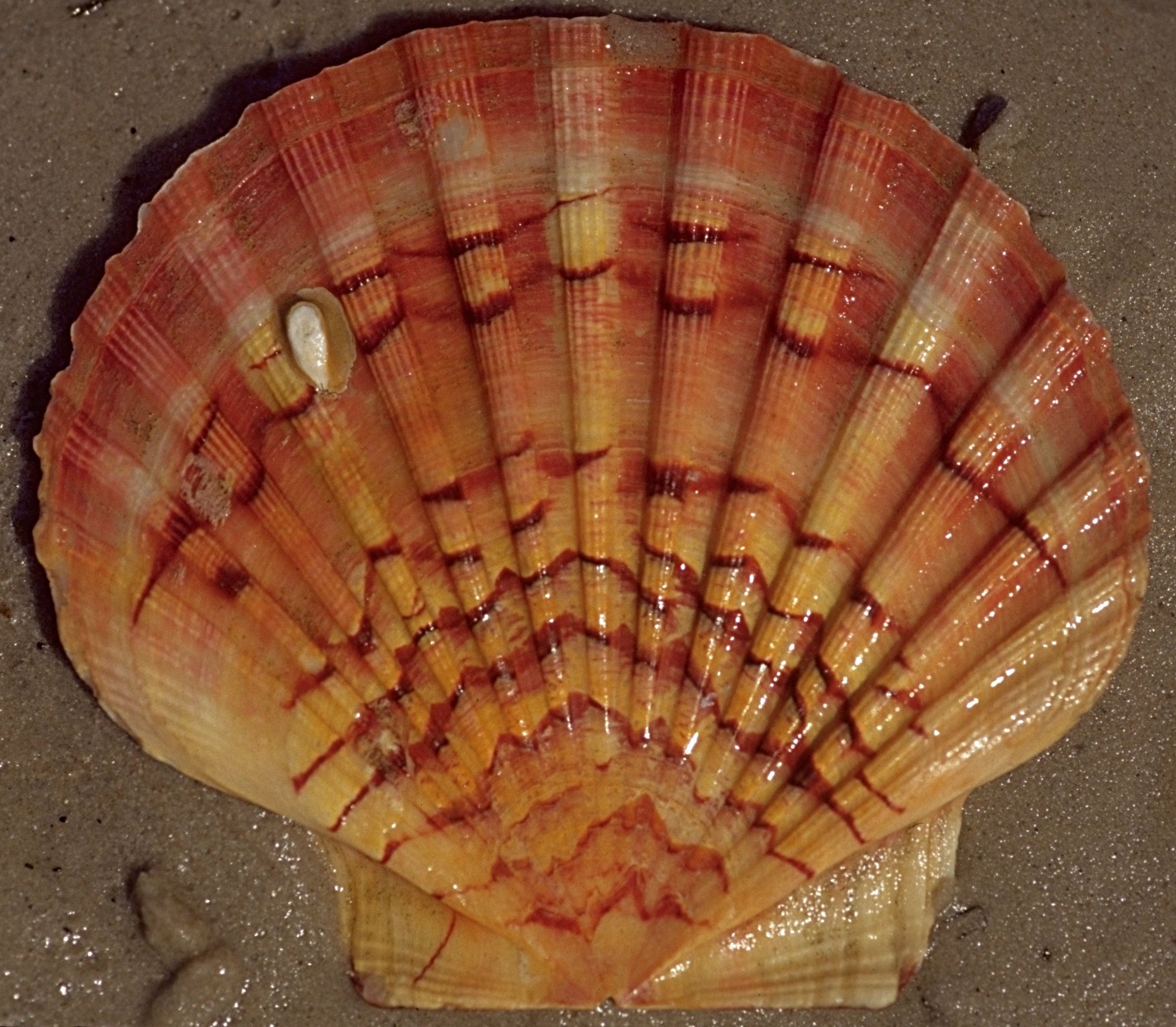
Egy nagy fésűkagyló (Pecten maximus) bal héja

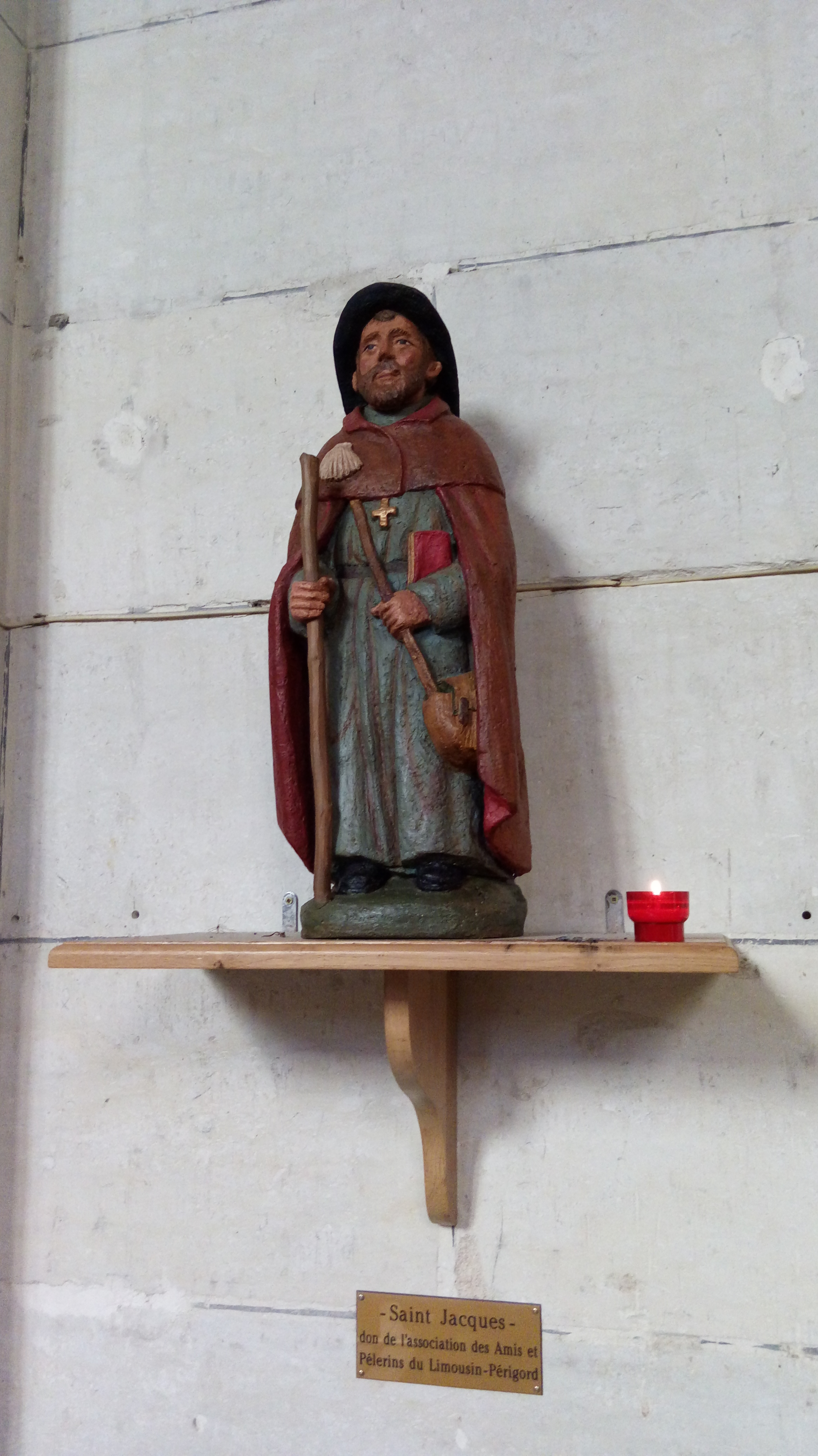
Szent Jakab szobra a périgueux-i Église Saint-Martin-ben

A Szent Jakab-kagyló vagy zarándokkagyló elnevezés két különböző kagylófajt takar, amelyek közeli rokonságban állnak egymással. Mindkettő a fésűkagylók (Pecten) nemébe tartozik. A Pecten jacobaeus (Jakab fésűje) a Földközi-tengerben él, míg a Pecten maximus (nagy fésűkagyló) elterjedési területe a Brit-szigetek északi partjaitól az Atlanti-óceán mentén egészen Dél-Portugáliáig nyúlik. Mindkét faj a legnagyobb és legízletesebb ehető kagylók közé tartozik.

## Anatómiája

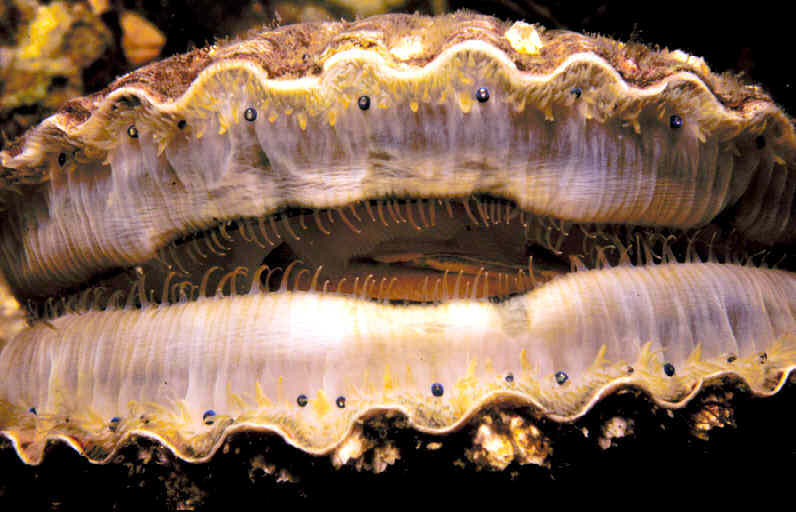
Élő Szent Jakab-kagyló

Az osztrigákhoz hasonlóan a zarándokkagylóknak egy erős középső záróizmuk van. Innen indulnak szét sugarasan a héj karakterisztikus mélyedései. A zarándokkagylók úszva közlekednek, így záróizmuk izomkötegei lényegesen erősebbek, mint az osztrigák esetében. Héjuk bordázata rendszerint 12 és 17 mélyedés között mozog – a köztudatban ez az archetipikus kagylóforma. A felnőtt állatok általában 10-15 cm nagyra nőnek, de néhány egyed elérheti akár a 20 cm-t is.

## Előfordulása
A nagy fésűkagyló legfontosabb halászati területei Skócia, Franciaország és Írország. A halászati szezon novembertől márciusig tart, de a kagylókat egész évben mélyhűtve árusítják. Chilében néhány rokon fajt (például az Argopecten purpuratust) akvakultúrában is tenyésztenek (például a Tongoy-öbölben), és szintén Szent Jakab-kagylóként forgalmaznak.
Franciaországban a La Manche csatorna normann partjai a legfontosabb halászterületek. A kihalászott kagylók mennyiségét tekintve a legjelentősebb halászkikötő az alsó-normandiai Port-en-Bessin-Huppain. 2004 óta minden évben megünneplik az október elejétől május közepéig tartó szezon kezdetét. A francia Szent Jakab-kagylók jó két harmada Normandia partjairól származik. A kagyló azonban a veszélyeztetett fajok közé tartozik, így a halászat csak szigorú szabályok között folyhat. Eladásra csak a 11 cm-nél nagyobb példányokat foghatják ki. A halászat és az árusítás minőségének garanciája az úgynevezett „Label Rouge” (Vörös Zárjegy).

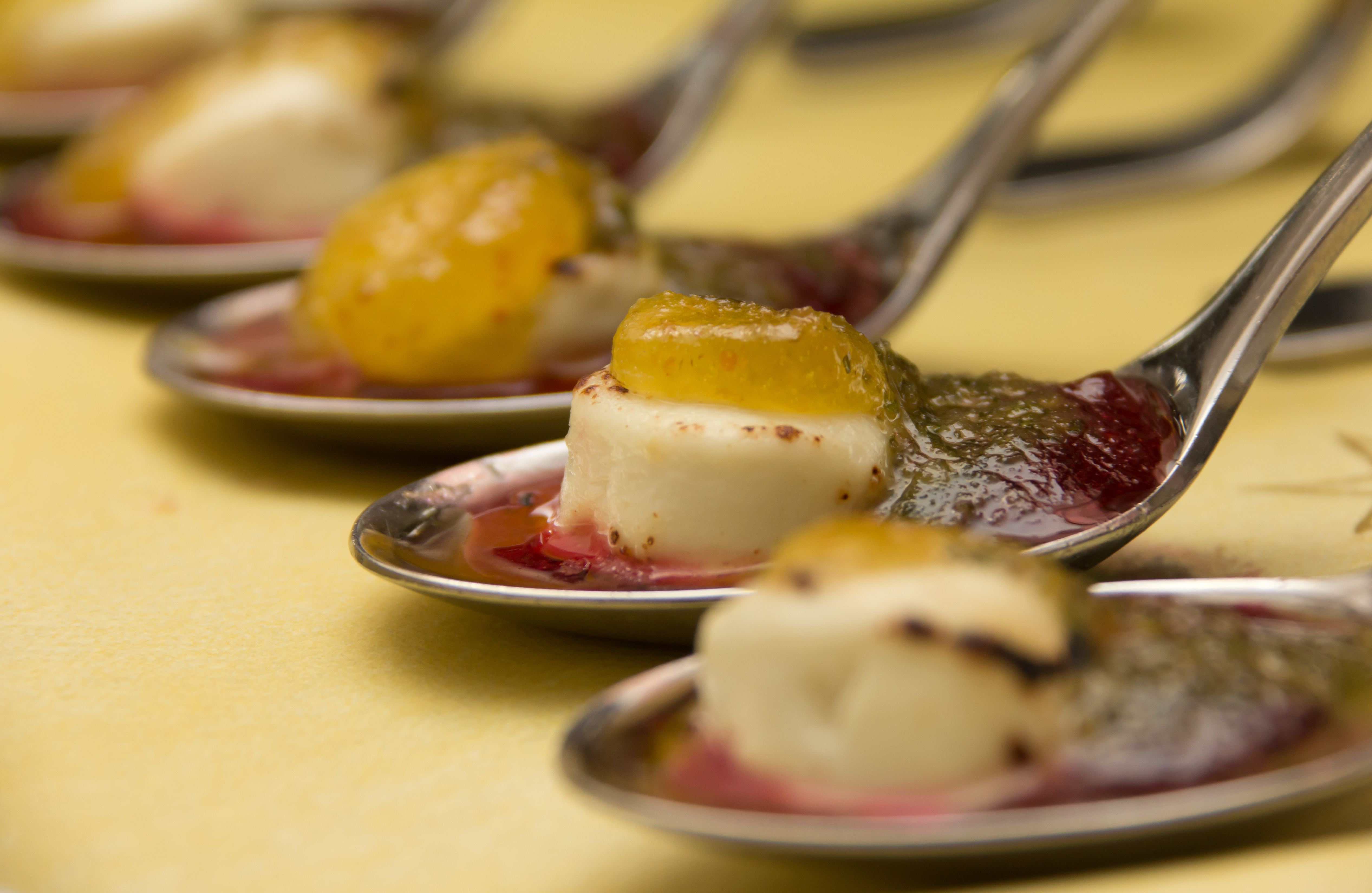
Szent Jakab-kagyló mint előétel

## Előkészítése
A friss kagylók súlyosak és be vannak zárva. Kinyitásukhoz helyezzük őket lapos teknőjükkel felfelé, belül vágjuk végig a lapos oldal mentén, majd hajtsuk fel ezt a felső héjat. Minden fekete színű belsőséget és a kagylótestet körülvevő szoknyát el kell távolítani. Csak a fehér, henger alakú, érmének is nevezett izomköteget használjuk fel, valamint a narancsvörös ikrát (corail). Az érmének mogyoróhoz hasonló, enyhén édeskés íze van.
A nagy fésűkagylónak többféle elkészítési módja van. Leggyakrabban a saját héjában sütik ki, de nyersen is fogyasztható. Ez utóbbi különösen a japán konyhára jellemző, ahol például nigirivel 
(kézzel gyúrt rizsgolyóval) szokták tálalni a Patinopecten yezoensist (japán elnevezése hotategai, 帆立貝). 

## A név eredete és a kagyló szimbolikája

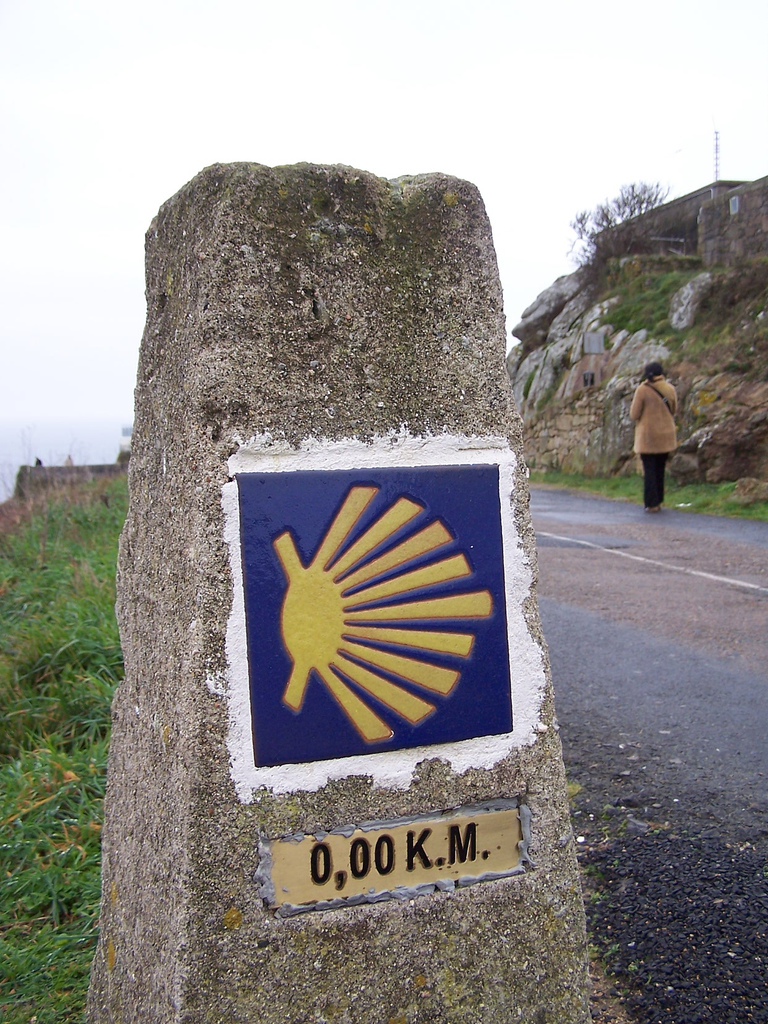
A Szent Jakab-utat jelölő stilizált Szent Jakab-kagyló a 0. km-nél, a Camino a Fisterra legvégén

A Szent Jakab-kagyló neve a zarándokok védőszentjére, Szent Jakabra utal. A kagylót halála után rendelték hozzá ismertetőjelként, amelyet az ábrázolásokon általában a kalapján, néha az övén hord. Ez az utólagos attribútum folytán a Szent Jakab-kagyló a zarándokok, különösen pedig a Szent Jakab-út (El Camino) zarándokainak jelképévé vált, és már a középkorban is széles körben elterjedt volt.
A középkor keresztény zarándokai a Szent Jakab-kagylót vízmerítésre használták. A Szent Jakab-út zarándokai körében elterjedt szokás volt úticélként a Santiago de Compostelától 60 km-rel messzebb fekvő Finisterre-fokot kitűzni, ahol a tengerparton kerestek egy valódi Szent Jakab-kagylót. Ezt ettől kezdve kalapszalagjukra vagy övükre tűzve viselték, és egész életükben emlékeztette őket Szent Jakab sírjánál tett látogatásukra. A kagyló azonban több volt, mint egyszerű szuvenír. A hazatérő zarándokoknak nagy megbecsülést adott, és jó néhányan még a sírjukba is magukkal vitték.

## Fordítás
Ez a szócikk részben vagy egészben  a   Jakobsmuschel című német Wikipédia-szócikk ezen változatának fordításán alapul.  Az eredeti cikk szerkesztőit annak laptörténete sorolja fel. Ez a jelzés csupán a megfogalmazás eredetét és a szerzői jogokat jelzi, nem szolgál a cikkben szereplő információk forrásmegjelöléseként.